# Flintholm (metropolitana di Copenaghen)
Flintholm è una stazione della linea 1, della linea 2 e di 3 linee della S-tog di Copenaghen.
La stazione venne inaugurata in superficie nel 2004. La stazione ha due livelli, uno per le linee della S-tog e l'altro per le linee della metropolitana.